# Venti lucenti
Venti lucenti (Fényes szelek) è un film del 1969 diretto da Miklós Jancsó.

## Trama
Ungheria, 1947. Un gruppo autogestito di giovani, il Movimento dei Collegi popolari che ha come fine l'educazione e il recupero ideologico dei giovani contadini e degli studenti, si ferma presso un lago dove è ferma un'auto della polizia. A bordo riconoscono il commissario Kozma, che un tempo è stato anche lui studente e loro compagno. I ragazzi scherzano e cantano insieme ai poliziotti, fanno il bagno nel lago e danzano il kolo, il ballo dei partigiani. Portatori di una sorta di "rivoluzione culturale", irrompono poi in un liceo cattolico, dove Laci, segretario del Movimento, raduna gli studenti nel cortile e pone delle domande su temi generali: il rapporto tra uomo e storia, l'accessibilità del mondo alla conoscenza, il rapporto tra marxismo e cristianesimo. Queste  proposte di dialogo cadono nell'indifferenza generale e solo qualcuno tenta un approccio serio alla discussione, in particolare András, un ebreo vittima del nazismo. Ad animare l'ambiente pensa allora Kozma, che porta nell'istituto un gruppo di danza popolare, ma che rimprovera l'amico Laci di non avere abbastanza polso per gestire un dibattito. Laci allora si dimette dalla carica di segretario e il Movimento resta in mano a due ragazze, Teréz e Judit, che radicalizzano il loro intervento imponendo i principi della nuova pedagogia: abolizione degli esami e delle materie di insegnamento, allontanamento dei professori che non accettano il cambiamento. I liceali oppongono una resistenza passiva rifiutando di agire, ma i vetri della scuola vanno in pezzi e interviene la direzione generale dei Collegi popolari che induce i responsabili del gruppo a riconoscere le proprie responsabilità e i propri errori.